# Тривалија
Тривалија је био југословенски и српски готик рок бенд из Ниша. Основан је 1986. године, а постојао је до 1994. године.

## Историјат

### 1986—1989
Бенд је формиран током лета 1986. године у Нишу од стране вокалисте Владимира Жикића, текстописца Бобана Стојиљковића Боцка и гитаристе Срђана Јовановића Ђиђе. Бенд је назван по племену Трибали које је постојало на простору данашње јужне Србије и западног дела Бугарске. Чланови бенда написали су велики број текстова, а наредне године снимили дебитантски ЕП We Always, у којем се помињу мотиви религије, митологије, тајних друштва, а у песмама преовлађују мотиви филмске музике. Поред снимљених песама на живим наступима, бенд је такође снимао обраде песама од стране музичара који су на њих утицали.
До 1989. године бенд је ретко наступао због Стојиљковићеве војне обавезе, а по повратку бенд је снимио нови материјал са комбинацијом готик рока, дарквејв и индустријске музике, као и са елементима византијске музике. ЕП Православиа изашао је на компакт дискети. Песме Попеченије, Правитељсвујси совјет серби и Причеш нису укључивале бубњеве, а бенд је користио ритам машину, у студију али и на уживо наступима. Материјал је представљен уживо у облику представе, са сценским декорацијама, видео и светлосним ефектима. Током касне 1989. године, Јовановић је напустио бенд, а заменио га је Иван Марковић Парсифал.

### 1990—1994
Године 1990. у новом саставу, бенд је снимио неколико нових песама, а оне су се нашле на компилацијском албуму Тело и душа у ограниченом издању од 50 копија, од стране независне издавачке куће Black Rider. За исту издавачку кућу објавили су прва два студијска албума. Током исте године бенд је у студију Naissus снимио песме Ружа и крст, У соби и Бледе руке волим много. ЕП Dat Rosa Mel Apibus објављен је у марту 1991. године. Бенд је након објављивања ЕП наступао као предрупа бендовима Електрични оргазам, КУД Идијоти, У шкрипцу, а након тога нови члан групе постао је Милош Вукотић (гитара, вокал, клавијатуре).
Током октобра и новембра 1991. године у студију Кеш снимљен је нови материјал за албум Црна вода, инспирисан романима Бескрајна прича и Свети грал. Албум је објављен за Happy House records, а на њему су гостовали гитаристи Дејан Шишњиц и Горан Савић, док је продукцију радио Дејан Глозић. Поред новух песама укључујући песму Сион инспирисану романом Свети грал, на албуму су се нашле и песме Ружа и крст и песма У соби.
Свој први спот бенд је снимио за Афирматор 2 емисију. После издавања албума наступили су два пута у београдском клубу Бункер и одржали неколико локалних наступа у Нишу, укључујући и наступ у култном М пабу, 21. маја 1992. године, што је уједно био њихов први солистичке концерт, а изводили су песме бендова Рамонс, The Sisters of Mercy и Крафтверк.
Студијски албум Headhunter издат је 1992. године и по први пут је представио песме бенда које употпуности садрже текстове на енглескм језику. Албум је рађен под утицајем музике бендова Skinny Puppy, Front Line Assembly, Klinik и Front 242. Издат је под окриљем издавачке куће ДОМ, коју је држао Предраг Цветичанин, оснивач групе Добри Исак. Након изласка албума бенду се придружио Иван Литовски као нови гитариста, а 1992. године бенд је објавио компилацијски албум Body Collection. Албум је представио нове верзије песама Headhuter, обраду песме Das model и два снимка са њиховог наступа из М  паба. Након изласка компилације, почетком 1994. године бенд се распустио.
Године 1996. бенд је наступио на концету одржаном у клубу Медицинског факултета у Нишу и објављен на уживо албуму Halloween nights. Након распуштања бенда, Жикић је наставио да ради под Трилавија именом, објављујући албум Instant God, на којој се нашла песма Fisherman, а након тога и он се повукао са сцене.

## Дискографија

### Студијски албуми
- Црна вода (1991)
- The Headhunter (1992)
- Instant God (1996)

### Компилације
- Тело и душа (1990)
- Body Collection (1992)

### ЕП
- We Always... (1987)
- Православиа (1989)
- Dat Rosa Mel Apibus (1991)

### Уживо албуми
- Halloween Nights (1996)